# Werner Rother
Werner Rother (* 26. März 1916 in Dresden; † 25. Juli 2011) war ein deutscher Jurist. Er ist Verfasser eines vierbändigen Werkes Grundsatzkommentar zum Bürgerlichen Gesetzbuch.

## Leben und Wirken
Rother studierte in Leipzig und in Kiel. Nach Abschluss der juristischen Staatsexamen wurde er 1941 an der Universität Leipzig zum Dr. iur. promoviert. Danach wurde er zum Kriegsdienst einberufen und geriet später in Kriegsgefangenschaft. Nach Ende des Zweiten Weltkrieges arbeitete er als Jurist in der Verwaltung der Stadt Leipzig.
1950/1951 legte er der Universität Leipzig eine Habilitationsschrift vor, die jedoch angeblich aus ideologischen Gründen abgelehnt wurde. So wurde er als Justitiar in Dresden tätig. 1958 übersiedelte er mit seiner Familie nach Göttingen, wechselte später nach München und arbeitete als Jurist bei Siemens. Sein Werk Die Kunst des Streitens erschien erstmals 1961 und fand viel Beachtung. Es erschien sowohl als Buch als auch als Taschenbuchausgabe in drei Auflagen bis 1988. Als Stipendiat der Deutschen Forschungsgemeinschaft konnte er 1964 an der Ludwig-Maximilians-Universität München mit dem Thema Haftungsbeschränkung im Schadensrecht habilitieren. Nach der Habilitation wurde Rother zum Privatdozent mit einer Lehrbefugnis für Bürgerliches Recht an der Juristischen Fakultät der Ludwig-Maximilians-Universität. Die Lehrbefugnis wurde 1965 auf das Gebiet des Arbeitsrechts erweitert.
Zum 1. Mai 1966 wurde Rother dort zum Universitätsdozenten. Zum 1. September 1968 wurde er zum außerplanmäßigen Professor, 1971 zum außerordentlichen Professor für Bürgerliches Recht und Arbeitsrecht ernannt. Er veröffentlichte sowohl zur Rechtstheorie (Elemente und Grenzen des zivilrechtlichen Denkens; Recht und Bewusstsein: zur Psychologie des Zivilrechts) als auch zum Arbeitsrecht (Der Urlaubsanspruch des Eintagsbeschäftigten) und zum Privatrecht. Zum 1. April 1981 trat er in den Ruhestand.

## Schriften (Auswahl)
(Quelle: )
- 1941: Vom Sinn und Anwendungsbereich der Regeln über die Geschäftsführung ohne Auftrag. Dittert, Dresden (Zugleich: Jur. Diss., Leipzig 1941), DNB 57111430X.
- 1961: Die Kunst des Streitens. Olzog, München, DNB 454209703.
- 1965: Haftungsbeschränkung im Schadensrecht. Beck, München/Berlin (Zugleich: Habilitationsschrift, München 1964), DNB 454209681.
- 1973: Grundsatzkommentar zum BGB Allgemeiner Teil, Müller, Karlsruhe, DNB 740105906.
- 1974: Grundsatzkommentar zum BGB Allgemeines Schuldrecht, Müller, Karlsruhe, ISBN 978-3-7880-1407-0.
- 1975: Elemente und Grenzen des zivilrechtlichen Denkens. Duncker & Humblot, Berlin, ISBN 978-3-428-03448-2.
- 1977: Grundsatzkommentar zum BGB Sachenrecht, Müller, Heidelberg, ISBN 978-3-8114-0477-9.
- 1979: Recht und Bewusstsein. Gremer, Ebelsbach, ISBN 978-3-88212-011-0.
- 1982: Grundsatzkommentar zum BGB Besonderes Schuldrecht, Müller, Heidelberg, ISBN 978-3-8114-2982-6.
- 1989: Die Seele und der Staat. Ed. Interfrom, Zürich, ISBN 978-3-7201-5218-1.